# العفولة
العفُّولة (بالعبرية: עפולה) هي مدينة إسرائيلية وإحدى مدن فلسطين التاريخية، تقع ضمن لواء الشّمال حسب التقسيم الإداري الإسرائيليّ، وتحديدًا في قلبِ مرج ابن عامر فغالبًا ما كانت تُلقّب بِـ «عاصمة المرج»، جنوب مدينة الناصرة. تُعتبر اليوم أكبر تجمُّع سُكّاني في المرج. وصل عدد سُكّان العفُّولة حسب مُعطيات دائرة الإحصاء المركزية الإسرائيلية في عام 2014 إلى 43,832 نسمة.
تأسّست مدينة العفُّولة في عامِ 1925م على أراضي إشترتها مجموعة صهيُونيّة من آلِ سرسق البيروتيّة بعدما كانت قرية صغيرة باسمِ «الفُولة» سكنها بعض الفلّاحُون الّذين عملوا لآلِ سرسق، واضطرُّوا لمُغادرةِ القرية بعدما تمّ بيع أراضيها، كما ويقال بأنها كلمة عبرية مركبة من كلمتين:  עפו: هاجروا לה: لها. حسب الأبحاث الأثريّة فقد ذُكِرَ في إحدى الرسائل الفرعونيّة اسم «عفل» والذي قد يُشير إلى بلدةٍ كنعانيّة أو عبريّة قديمة كُشِفَت أطلالُها قُربَ المدينة العصريَّة.
يعتبر موقعها الجغرافي ممتاز لنشأتها عند ملتقى عدة طرق، ولمرور خط سكة حديد الحجاز منها. تتحكم العفولة في بوابات سهل مرج ابن عامر بالطرق التي تربطها مع المناطق المجاورة. فهي تتصل بالسهل الساحلي بطريق تعبر ممر مجدو إلى الجنوب الغربي، كما أنها تتصل بكل من حيفا وعكا عبر فتحة وادي نهر المقطع، الذي تمر عبره طريق معبدة وسكة حديد الحجاز. وتتصل العفولة بكل من الناصرة في الشمال وطبرية في الشمال الشرقي وجنين في الجنوب بطرق جبلية. وتخترق طريق وسكة حديد حيفا – العفولة – بيسان فتحة زرعين، التي يمر فيها أيضاً وادي جالود وتتجهان نحو بيسان في الجنوب الشرقي.

## تاريخها
استوطن الإنسان القديم منطقة العفولة منذ العصر الحجري النحاسي، وقد عثر في حفريات أثرية على مستوطنة تعود إلى تلك الفترة التاريخية، وتبين أن سكانها انتقلوا إلى تل العفولة الحالي الواقع على الطريق الواصل بين القدس وحيفا، واستعملوا مستوطنتهم الأولى مقبرة لموتاهم. وبقيت المنطقة مأهولة خلال فترات العصر البرونزي القديم والوسيط والحديث، وذلك بدلالة المواد الحضارية التي عثر عليها، ففيها تل أثري أجريت فيه تنقيبات أثرية، وفيها أرض مرصوفة بالفسيفساء؛ وفي العصر الروماني كانت مدينة أربل ِArbel تقوم على بقعة العفولة.
اختير هذا الموقع التلي للعفولة للدفاع عن القرية القائمة عند عقدة مواصلات هامة من جهة، ولتفادي أخطار المستنقعات التي تشكلها فيضانات نهر المقطع على مسافة قريبة إلى الجنوب الغربي من القرية.
والمنطقة المحيطة بالعفولة ذات أراض خصبة، كانت تستغل قديماً في الرعي ثم في الزراعة ولا سيما زراعة القمح. وكانت أراضي العفولة، مثل غيرها من أراضي سهل مرج ابن عامر، ملكاً للدولة، يزرعها السكان العرب منذ أجيال كثيرة دون أن تسجل لهم حقوق الملكية.

## الرياضة
يلعب نادي هبوعيل العفولة لكرة السلة (بالعبرية: הפועל עפולה (כדורסל)) في الدوري الوطني (بالعبرية: ליגה לאומית، ليغا لئوميت). كما فاز نادي هبوعيل العفولة لكرة القدم (بالعبرية: הפועל עפולה (כדורגל)) في الدوري أ (بالعبرية: ליגה א'، ليغا أ) في موسم 2012-13، ويلعب حاليًا في الدوري الوطني أيضًا.

## مدن متوأمة
| المدينة          | المنطقة الإدارية  | البلد            |
| ---------------- | ----------------- | ---------------- |
| إنغلهايم آم راين | راينلند بالاتينات | ألمانيا          |
| أوسنابروك        | سكسونيا السفلى    | ألمانيا          |
| بيلغوراي         | لوبلين            | بولندا           |
| بروفيدنس         | رود آيلاند        | الولايات المتحدة |
| ورسستر           | ماساتشوستس        | الولايات المتحدة |
| نيو هيفن         | كونيتيكت          | الولايات المتحدة |
| ستامفورد         | كونيتيكت          | الولايات المتحدة |
| غرب هارتفورد     | كونيتيكت          | الولايات المتحدة |
| فريسنو           | كاليفورنيا        | الولايات المتحدة |
| سانتا في         | سانتا في          | الأرجنتين        |
| مينجاشيفير       | مينجاشيفير        | أذربيجان         |

## أعلام
- أمير بلامنفيلد (مواليد 1983)، كاتب، كوميدي، ممثل، ومقدم برامج تلفزيونية.
- سريت حداد (مواليد 1978)، مغنية.
- هيلا لولو لين (مواليد 1964)، رسامة.
- سامويل سكيمان (مواليد 1987)، لاعب كرة قدم.
- مش بن آري (مواليد 1970)، موسيقي، شاعر غنائي، وملحن.
- نيكول ريزنيكوف (مواليد 1999)، عارضة أزياء، وملكة جمال إسرائيل لعام 2018.